# 牛疫紀念碑
牛疫紀念碑，是位於台灣屏東縣屏東市的一座紀念碑，原設於屏東公園，為見證台灣日本時代家畜防疫工作的象徵之一，已於2003年登錄屏東縣歷史建築。

## 歷史
牛疫紀念碑的創建歸因於日治初期，當時臺灣南部各地爆發大規模牛瘟病毒，加上臺灣農業社會對於牛、豬等牲畜的病害並無任何現代化且應急的防禦措施，因此台灣總督府遂設置「臨時獸疫檢疫部」，又於阿緱廳陸續設置「臨時牛疫防遏部」及「牛疫免疫血清作業所」從事牛隻免疫血清的製造，為牛隻注射血清疫苗，近一步肅清牛瘟疫情。
經過多年努力，最後在1920年時，已將牛疫完全撲滅，1940年，臺灣畜產會為了紀念醫護人員及相關單位的貢獻而建造該碑，該碑由為臺灣總督府營繕課課長井手薰設計。銅製碑文內容為文藝評論家尾崎秀真撰寫，碑面及碑文則由總督府營繕課技手吉田耕治負責，紀念碑於同年9月16日竣工，並在12月2日於屏東公園舉行除幕式，其中高雄州知事赤堀鐵吉、澎湖廳長鶴友彥和屏東市長大關善雄等人皆親自參與儀式。
戰後，原銅製碑文消失，在屏東縣動物防疫所成立後，該碑則遷移到水源街現址。2003年，屏東縣政府因該碑具有「為衛生防疫重要碑碣，見證日本時代的防疫工作」之意義，因此將此碑登錄屏東縣歷史建築。

## 形式設計
牛疫紀念碑是由日本岡山縣北山市所運來的花崗岩為結構，立於數層方形台基之上，陰刻「牛疫紀念碑」，外表採方尖碑形式。總經費高達為四千五百日圓，現存碑文則是1992年所重製，採紅褐色花崗岩。

## 外部連結
- 牛疫紀念碑 - 文化部iCulture-文化空間 （页面存档备份，存于）